# J. R. Giddens
Justin Ray Giddens (* 13. Februar 1985 in Oklahoma City, Oklahoma) ist ein US-amerikanischer Basketballspieler. Seit 2012 spielt er bei Centrale del Latte Brescia in Italien.

## College
Giddens erhielt ein Stipendium von der University of Kansas. Später wechselte er an die University of New Mexico, weshalb er nach NCAA-Regeln für einige Zeit gesperrt wurde.

## NBA
Am 26. Juni 2008 wurde er von den Boston Celtics an 30. Stelle gedraftet.
Bei den Boston Celtics hat er bisher noch keinen Vertrag unterschrieben. Trotzdem absolvierte er alle Trainingseinheiten und kannte einige Teamkollegen schon vorher.

## Internationale Karriere
Nachdem Giddens in der NBA nicht mehr Fuß fassen konnte, spielte er in verschiedenen Teams in Europa. 2011 versuchte er sich über die NBA D-League wieder für die NBA zu empfehlen, allerdings war dies nicht von Erfolg gekrönt. Seit 2012 spielt er für Centrale del Latte Brescia in Italien. In der Sommerpause 2013 versuchte er sich über die NBA Summer League für die NBA zu empfehlen. Allerdings erhielt er nur wenig Spielzeit und äußerte seine Enttäuschung darüber, dass er sich so nicht für die NBA empfehlen konnte.